# Piptantus
Piptantus (Piptanthus) je rod rostlin z čeledi bobovité (Fabaceae). Zahrnuje 2 nebo 3 druhy stálezelených keřů, pocházejících z Číny a Himálají. Jsou to žlutě kvetoucí keře s trojčetnými listy podobnými štědřenci. Druh Piptanthus nepalensis se pěstuje v teplejších krajích jako okrasný keř.

## Popis
Zástupci rodu piptantus jsou stálezelené keře dorůstající výšky 1 až 4 metry. Listy jsou celokrajné, dlanitě trojčetné, s velkými palisty umístěnými naproti bázi řapíku. Květenstvím je vrcholový hrozen, květy jsou v něm uspořádány v přeslenech po 2 až 3 na každé uzlině. Květy jsou podepřeny opadavými srostlými listeny. Kalich je zakončen 5 zuby, horní dva laloky jsou téměř zcela srostlé, s rozdvojenou špicí. Koruna je žlutá, motýlovitá, korunní lístky jsou přibližně stejně dlouhé. Tyčinky jsou volné. Semeník je stopkatý a obsahuje 2 až 10 vajíček. Plodem je podlouhlý, stopkatý, zploštělý a tence kožovitý lusk, obsahujícící ledvinovitá semena.

## Rozšíření
Rod piptantus obsahuje 2 nebo 3 druhy. Piptanthus nepalensis se vyskytuje v jižní části Himálají v Bhútánu, Indii, Kašmíru a Nepálu a v západní a jižní Číně, Piptanthus tomentosus výhradně v jižní Číně v provinciích S’-čchuan a Jün-nan. V některých zdrojích je uváděn ještě třetí druh: Piptanthus concolor, do něhož je oddělována většina populace Piptanthus nepalensis rostoucí v Číně, zatímco druh P. nepalensis je v tomto pojetí svým výskytem omezen na Himálaj a jihočínskou provincii Jün-nan.
Piptantusy rostou na horských svazích v nadmořských výškách 1600 až 4000 metrů. Nejčastěji se vyskytují na okrajích horských lesů, na světlinách, loukách, v křovinách a podobně.

## Význam
Druh Piptanthus nepalensis je pěstován jako okrasný keř, svým vzhledem poněkud připomínající jakýsi stálezelený štědřenec (Laburnum). V České republice se nepěstuje (není zde dostatečně zimovzdorný) a není uváděn ani ze žádné české botanické zahrady. USDA zóna odolnosti je udávána 8b až 11, tedy minimální teploty nad -10 °C.